# Мумия
Му́мия — сохранённое бальзамированием тело. Мумией называется тело (не только человека, но и любого другого живого существа), подвергнутое специальной химической обработке, в результате которой прекращается или замедляется процесс разложения тканей. Следует различать искусственно и естественно мумифицированные тела.

## Происхождение слова «мумия»
Согласно словарю Фасмера, русское слово «мумия» происходит из нем. Мumie, которое через итал. mummiа возводится к араб. مُومِيَاء‎ (mūmiyāʔ), далее от перс. موم‎ (mum) — «воск».
Впервые слово «мумия» появилось в европейских языках (в византийском, греческом и латинском) около 1000 года. Словом араб. مُومِيَاء‎ (mūmiyāʔ) арабские и еврейские средневековые лекари обозначали специальное лекарство. Арабский врач ибн Бетар в VII веке писал о «веществе мумия», которое происходит «из страны Аполлонии». Там оно снисходит с водными потоками со «светящихся гор». На берегу оно затвердевает и приобретает запах дёгтя. Он же говорит, что ещё вещество «мумия» можно извлечь из черепов и желудков древних египетских покойников.
В действительности, в Средневековье арабские и еврейские торговцы добывали из египетских гробниц древние мумии, разрывали их на небольшие кусочки (перетирая затем в порошок) и продавали как лекарство. Это лекарство можно было найти почти что в каждой аптекарской лавке Европы вплоть до Нового времени. Считалось, что лекарство мумия хорошо помогает при лечении ушибов и ран; часто оно продавалось как панацея. В XVI веке Мишель Монтень заклеймил эту практику как разновидность каннибализма. С нехваткой настоящих мумий аптекари часто мошенничали, используя подделки из трупов нищих, жертв эпидемий и мертворождённых детей. Даже в 1912 году немецкая фармацевтическая фирма «Мерк» предлагала в своём каталоге «настоящих египетских мумий».
Постепенно название лекарства стало распространяться и на тела, из которых его «добывали», то есть непосредственно на мумий в современном понимании этого слова. В русском языке также закрепился другой вариант употребления этого арабского слова: мумиё — название лекарственной смолы, не связанной с мумиями.
Сами древние египтяне называли мумии саху (егип. sAhw).

## История

### Культура Чинчорро
Хотя обряд мумификации обычно связывается в первую очередь с Древним Египтом (поскольку египетские мумии получили известность ещё с древних времён), мумии южноамериканской андской культуры Чинчорро являются более древними (датировка условна, 9-7 тыс. до н. э.).

### Возникновение мумифицирования в Египте
Обряд мумифицирования покойного был известен в Египте с очень древних времён.
До недавнего времени учёные полагали, что наиболее ранние искусственно мумифицированные тела — это находки из раннединастических (примерная датировка периода: 3000—2600 гг. до н. э.) некрополей Абидоса, Саккары и Тархана. Тем не менее археологические раскопки сезона 1997 года англо-американской экспедиции в Иераконполе позволили удревнить начало мумифицирования в Египте: археологи обнаружили несколько неповреждённых женских захоронений, их головы, шеи и руки были завёрнуты в лён и рогожу. Сопровождаемый погребения инвентарь исследователи смогли датировать периодом культуры Накада-II (примерно 3600 г. до н. э.).
Некоторые учёные по косвенным данным считают возникновение мумификации ещё более древним: так, например, австралийский египтолог Яна Джонс полагает, что мумифицирование применялось уже в эпоху бадарийской археологической культуры, то есть примерно в 4500—4100 гг. до н. э.
Согласно древнеегипетской мифологии, с помощью Анубиса или Тота богиня Исида собрала воедино разрубленное Сетом тело супруга Осириса, а Анубис забальзамировал его, сотворив первую мумию.

## Процесс мумификации
По древнеегипетским источникам трудно узнать, какими именно были этапы мумификации. Помогают, однако, сообщения античных авторов — Геродота, Плутарха, Диодора и некоторых других. Письменные источники дополняются исследованиями самих мумий.
Тела умерших отдавали на обработку бальзамировщикам. Во времена античных путешественников процесс мумифицирования уже довольно сильно деградировал в сравнении с искусством бальзамирования времён Нового царства, но и этого египтологам хватает, чтобы реконструировать процесс.
Геродот говорит, что бальзамировщик предлагает родственникам умершего несколько способов мумификации, а те, исходя из своего финансового состояния, выбирают наиболее приемлемый. После того, как обговорены все условия, мастера принимаются за работу: 

«Сначала они извлекают через ноздри железным крючком мозг. Этим способом удаляют только часть мозга, остальную же часть — путём впрыскивания растворяющих снадобий. Затем делают острым эфипским камнем разрез чуть ниже живота и очищают всю брюшную полость от внутренностей. Вычистив брюшную полость и промыв её пальмовым вином, мастера потом вновь прочищают её растёртыми благовониями. Наконец, наполняют чрево чистой растёртой миррой, касией и прочими благовониями (кроме ладана) и снова зашивают. После этого тело на 70 дней кладут в натровый щёлок. Больше 70 дней, однако, оставлять тело в щёлоке нельзя. По истечении же этого 70-дневного срока, обмыв тело, обвивают повязкой из разрезанного на ленты виссонного полотна и намазывают камедью (её употребляют вместо клея)» (Геродот, 2.86).

Это первый, наилучший способ бальзамирования в описании Геродота. Второй, более дешёвый, представляет собой следующее:

«С помощью трубки для промывания впрыскивают в брюшную полость покойника кедровое масло, не разрезая, однако, паха и не извлекая внутренностей. Впрыскивают же масло через задний проход и затем, заткнув его, чтобы масло не вытекало, кладут тело в натровый щёлок на определённое число дней. В последний день выпускают из кишечника ранее влитое туда масло. Масло действует настолько сильно, что разлагает желудок и внутренности, которые выходят вместе с маслом. Натровый же щёлок разлагает мясо, так что от покойника остаются лишь кожа да кости» (Геродот, 2.87).

Третий же способ, предназначенный для бедняков, и того проще: «В брюшную полость вливают сок редьки и потом кладут тело в натровый щёлок на 70 дней. После этого тело возвращают родным» (Геродот, 2.88).
В разных источниках даются разные продолжительности бальзамирования. Геродот, например, отводит для всего процесса 70 дней. Египетские источники также не дают исследователям однозначного ответа относительно сроков бальзамирования: то 121 день, то 96 дней, а есть примеры того, что бальзамирование длилось 70—80 дней, а на погребение уходило до 10 месяцев.
Диодор, посетивший Древний Египет около 40 до н. э., подтверждает сведения Геродота о различных способах мумифицирования, кроме того, некоторые его данные дополняют сообщение отца истории. Так, например, мы узнаём, что процесс мумификации выполнялся не одним «мастером» (так его называет Геродот), а целым коллективом.
Сначала, согласно Диодору, главный писец осматривал тело и с левой стороны в области паха делал пометку, где необходимо будет сделать разрез. Затем другой бальзамировщик (Диодор называет его парасхист — «вспарыватель»), делает надрез в указанном месте. Затем приступают другие мумификаторы. Один из них засовывает руку в сделанный парасхистом разрез, выкладывает оттуда все органы, за исключением сердца и лёгких. Пока он дочищает полость покойника, другие берут извлечённые органы и промывают их пальмовым вином и бальзамом. Затем всё тело обрабатывается кедровым маслом, корицей, миррой и другими средствами бальзамирования. При этом Диодор замечает, что покойник сохраняет свои прижизненные черты лица. В его время многие египтяне хранили своих мёртвых родственников дома, и, так как они хорошо сохранялись, любовались ими.

### Канопы
Органы, извлечённые из трупов не выбрасывались и не уничтожались. Они тоже сохранялись. После извлечения органы промывались, а затем погружались в специальные сосуды с бальзамом — канопы. Всего каждой мумии полагалось по четыре канопы. Крышки каноп, как правило, были украшены головами четырёх богов — сыновей Гора: Хапи, имеющий голову бабуина; Дуамутеф, с головой шакала; Кебехсенуф, имеющий голову сокола, и Имсет с человеческой головой. В определённые канопы помещались определённые органы: Имсет хранил печень, Дуамутеф — желудок, Кебексенуф — кишечник, а Хапи вмещал в себя лёгкие.

## Различные виды мумий
В зависимости от технологии мумифицирования, возраста, условий хранения и других факторов современный внешний вид мумий сильно различается. Тела, заполненные смолой, имеют зеленоватый оттенок, а кожный покров напоминает дублёную кожу. С такими мумиями нужно обходиться особенно аккуратно, ибо они весьма легко разрушаются и в прямом смысле слова сыплются. Спасают их только бинты.
Тела, которые мумифицировались с использованием битума, имеют чёрный оттенок. Битум проникает глубоко в ткань и смешивается с ней настолько, что порою при визуальном осмотре трудно определить, где битум, а где костная ткань.
Третий тип мумий — обработанные с помощью натровых солей (сульфаты, карбонаты и др.). Эти мумии похожи на средневековые мумии монахов, например тех, которые имеются на Мальте или в Испании.
Некоторые древнеегипетские тела бальзамировали в меду. По преданию, тело Александра Македонского было мумифицировано «в белом меду, который никогда не таял».
Ещё интересны и необычны отдельные находки додинастического и начала раннединастического периодов: тела просто заштукатуривались и раскрашивались так, что «скорлупа» оставалась, а всё, что находилось внутри её, — тлело.
По мумии можно определить, в какую эпоху она была создана. Например, мумии XI династии обычно сделаны плохо и небрежно. Как правило, они жёлтого цвета. Но уже мумии следующей, XII династии, имеют чёрный цвет. Пелены наложены на мумий Среднего царства плохо, у некоторых они и вовсе отсутствуют. Но ещё хуже сохранились мумии последующего переходного периода — XIII—XVII династий. Лучшие мумии приходятся на Новое царство. Например, у фиванских мумий XVIII—XXI династий конечности гнутся и не ломаются.

## Мумии вне Египта
- Чинчорро
- Паракас (культура)
- Катакомбы капуцинов (Палермо)
- Киево-Печерская лавра
- Мощи
- Мумии гуанчей
- Принцесса Укока
- Синь Чжуй
- Таримские мумии
- Эци
- Болотные люди
- Соляные люди
- Бангао (пещера мумий)

### Мумии инков
Впервые мумии инков обнаружил испанский чиновник в Перу Поло де Ондегардо в конце 1550-х гг. в городе Куско.
Согласно докладу, составленному губернатором Франсиско де Борха 8 апреля 1615 года для короля Испании, у индейцев Перу было 10 422 идола, из них 1365 мумий, и некоторые являлись основателями их родов, племён и селений.

## Естественная мумификация
В ряде случаев тела умерших, находящиеся в условиях окружающей среды, препятствующих гниению (сухость, мороз, высокое содержание солей и т. п.), мумифицируются естественным образом. Так мумифицируются погибшие на ледниках (в частности, альпинисты, чьи тела не смогли эвакуировать или не нашли). Иногда в ледниках и в вечной мерзлоте находят ледяные мумии, пролежавшие там много веков (Квадай Дан Синчи) или даже тысячелетий (Эци). Мумифицируются трупы, сохранявшиеся в торфяных болотах; в торфяниках Северной Европы найдено около тысячи так называемых «болотных тел», многие из которых имеют высокую степень сохранности мягких тканей (см., например, Человек из Толлунда, Девочка из Иде). Природной мумификации способствует также низкая влажность в месте захоронения (см. Таримские мумии, Принцесса Укока) и наличие консервирующих солей (см. Соляные люди).
Естественная мумификация иногда объявляется чудесной и приводит к религиозному поклонению останкам (см. Мощи).

### Примеры естественной мумификации
- Мумия из Нижней Туры. В 2009 году в городе Нижняя Тура работники коммунальных служб нашли мумифицированное тело[7] мужчины, который умер в своей квартире почти 13 лет назад — в 1996 году. Так как родственников у него не осталось, а с соседями он не был в дружественных отношениях, то никто не придал значения его исчезновению, соседи решили, что он куда-то уехал. Сначала в 1999 году за неуплату отключили электричество, а в 2005 году суд заочно лишил мужчину права пользования жилым помещением и снял с регистрационного учёта.
- В октябре 2003 года в заброшенном чилийском городке Ла Нория (исп. La Noria), который расположен в пустыне Атакама примерно в 56 км от городка Икике, была найдена небольшая мумия, так называемый Гуманоид Атакамы, которую из-за специфически удлинённого черепа некоторые считали мумией инопланетянина[8].

## Мумии в массовой культуре

### В кинофантастике
После находки гробницы Тутанхамона возник интерес к египетской тематике. 22 декабря 1932 года состоялась премьера фильма ужасов «Мумия». В дальнейшем на эту тему было снято много продолжений и ремейков.

### В компьютерных играх
- Heroes of Might and Magic IV
- Return to Castle Wolfenstein
- The Sims 3